# Prosopocera legrandi
Prosopocera legrandi là một loài bọ cánh cứng trong họ Cerambycidae.